# Michelle Beaudoin
Michelle Beaudoin (* 25. August 1975 in Edmonton, Alberta) ist eine kanadische Schauspielerin.
Beaudoin wurde als Tochter von Wilfred und Barbara Beaudoin in Edmonton geboren. Sie begann ihre Schauspielkarriere im Alter von 17 Jahren und zog dafür nach Vancouver, wo sie einen Kurs am Gastown Actor’s Studio belegte. In New York City nahm sie an der Circle in the Square Theatre School Schauspielunterricht. Derzeit lebt Beaudoin in Europa, u. a. in Heidelberg und London und arbeitet an diversen Projekten. In Deutschland arbeitete sie am TrollToll Marionettentheater in Nußloch.
1994 wurde sie für ihre Rolle in der Fernsehserie Madison für einen Gemini Award in der Kategorie Best Performance in a Children's or Youth Program or Series nominiert. Am bekanntesten ist Beaudoin allerdings für ihre Rolle der Jennifer ‚Jenny‘ Kelly in der Sitcom Sabrina – Total Verhext!. Die Rolle wurde nach der ersten Staffel ohne Angabe von Gründen aus der Serie geschrieben.

## Filmografie
- 1993: Family of Strangers
- 1993–1995: Madison
- 1995: Live Bait
- 1995: Bad Company
- 1995: Brutale Exzesse – Skandal in der Navy (She Stood Alone: The Tailhook Scandal)
- 1995: Danielle Steel – Gesegnete Umstände (Mixed Blessings)
- 1996: Sabrina und die Zauberhexen (Sabrina the Teenage Witch)
- 1996–1997: Sabrina – Total Verhext! (Sabrina, the Teenage Witch, Fernsehserie, 24 Folgen)
- 1998: Escape Velocity
- 1999: Sweetwater
- 2000: Sunset Strip
- 2000: Waydowntown
- 2001: Outer Limits (S7, E3: Flucht ins Ungewisse)
- 2004: Ginger Snaps II – Entfesselt (Ginger Snaps: Unleashed)